# ویلی مارکوارت

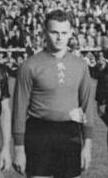

ویلی مارکوارت (به آلمانی: Willi Marquardt) بازیکن فوتبال و دروازه‌بان اهل آلمان شرقی بود که از سال ۱۹۵۶ میلادی عضو تیم ملی فوتبال آلمان شرقی بوده‌است. وی در ۱ بازی ملی حضور داشته و در بازی‌های ملی‌اش گلی به ثمر نرساند. ویلی مارکوارت آخرین بازی ملی خود را در سال ۱۹۵۶ میلادی انجام داد.